# Andreas von Beckerath
Bengt Andreas von Beckerath, född 16 januari 1971 i Sollentuna församling i Stockholms län, är en svensk diplomat och sedan augusti 2023 Sveriges ambassadör i Polen.

## Biografi
Beckerath har utbildning från Uppsala universitet, Saint Petersburg State University of Economics and Finance och Universität Dortmund. Beckerath har varit chef för språkutbildningsföretaget EF Educations verksamhet i Moskva.
Inom Utrikesförvaltningen har han arbetat som politisk rådgivare på Sveriges ambassad i Berlin, departementssekreterare på Utrikesdepartementet:s EU-enhet, och som andre ambassadsekreterare vid de svenska ambassaderna i Moskva, Bukarest och vid Sveriges FN-representation vid FN-högkvarteret i New York. Han var biträdande beskickningschef och minister vid ambassaden i London. Hösten 2013 utsågs han till Sveriges ambassadör i Kiev, och stannade på posten till 2016.
von Beckerath var chef för enheten för Östeuropa och Centralasien vid Utrikesdepartementet i Stockholm när han våren 2023 utsågs till ny ambassadör i Polen. Han tillträdde sin befattning vid ambassaden i Warszawa i augusti samma år.
Andreas von Beckerath är gift med socionomen Anna Rinder von Beckerath (född 1973). Han talar engelska, tyska, ryska, franska och nederländska.